# Fernando Varela Ramos
Fernando Varela Ramos, más conocido como Varela (Dos Hermanas, provincia de Sevilla, 1 de septiembre de 1979), es un exfutbolista español. Jugaba como lateral derecho. Militó diez temporadas en primera división, en la que disputó más de 250 partidos con el Real Betis y el RCD Mallorca. Ganó una Copa del Rey en 2005 con el equipo bético.

## Biografía
Varela se formó en las categorías inferiores del Real Betis Balompié y debutó con el primer equipo en el tramo final de la temporada 1996-97, contra el Valencia CF (1-1). 
En la temporada 2001-02, después de un periodo de seis meses con el equipo de segunda división, Extremadura CF, "dejó" el Betis B y se estableció definitivamente con el primer equipo, disputando 25 encuentros de liga. 
Con el equipo sevillano fue campeón de la Copa del Rey en la temporada 2004-05, al ganar la final a Osasuna (2-1); La temporada siguiente, participó en la Liga de Campeones de 2005. 
En verano de 2006 fue traspasado a las filas del Real Club Deportivo Mallorca. El 13 de septiembre de 2009 Varela cumplió 100 partidos con el equipo mallorquinista
En verano de 2010 fichó por el equipo turco Kasımpaşa S.K. de la ciudad de Estambul para jugar en la Superliga de Turquía.
El 30 de agosto de 2011 Varela vuelve a España para fichar por el Real Valladolid por una temporada con opción a otra más. Pero, en febrero de 2012, es operado de la espalda, es dado de baja en el cub y poco después decide retirarse.

### Selección nacional
En 1999 disputó el Mundial Sub-20 de Nigeria con su selección y se alzó con la victoria (4-0 frente a Japón).
Varela llegó a marcar 3 tantos, 2 de ellos en semifinales, a pesar de ello nunca ha jugado con la selección absoluta, siendo convocado hasta en dos ocasiones entre 2006 y 2008.

## Clubes
| Club                         | País    | Periodo   | PJ (G)   |
| ---------------------------- | ------- | --------- | -------- |
| Real Betis Balompié "B"      | España  | 1996-1999 | 101 (17) |
| Real Betis Balompié          | España  | 1996-1997 | 1 (0)    |
| CF Extremadura (cedido)      | España  | 2000      | 23 (3)   |
| Real Betis Balompié          | España  | 2000-2006 | 142 (3)  |
| Real Club Deportivo Mallorca | España  | 2006-2010 | 114 (10) |
| Kasımpaşa SK                 | Turquía | 2010-2011 | 21 (4)   |
| Real Valladolid              | España  | 2011-2012 | 1 (0)    |

## Palmarés
- 1 Copa Mundial de Fútbol Sub-20 (1999)
- 1 Copa del Rey (2005)